# Dimedon
Dimedon wird in der organischen Analytik zur Identifizierung und Trennung von Aldehyden (u. a. von Formaldehyd) eingesetzt. Es bildet weiße Kristalle.

## Darstellung
Die Darstellung gelingt durch Deprotonierung von Malonsäurediethylester in einer Natriumethanolatlösung. In geringfügigem Unterschuss setzt man Mesityloxid zu. Nach längerem Erhitzen wird neutralisiert, wobei sich das Dimedon als Öl oder auch schon kristallin abscheidet.

## Eigenschaften
Dimedon steht in Lösung in einem Tautomeriegleichgewicht – im Verhältnis 2:1 der Keto-/Enol-Form in Chloroform.